# Matemàtica financera
Matemàtica financera és una branca de la matemàtica aplicada que s'ocupa dels mercats financers i que estudia les variacions quantitatives que es produeix en els capitals financers en el transcurs del temps. El tema naturalment té una propera relació amb la disciplina de l'economia financera, però el seu objecte d'estudi és més angost i el seu enfocament més abstracte.
Generalment les matemàtiques financeres derivaran a una extensió del model matemàtic o els models de l'anàlisi numèrica suggerits per l'economia financera. En la pràctica la matemàtica financera s'ensolapa fortament amb el camp de l'enginyeria financera i es pot dir que són en gran part sinònimes centrant-se la darrera en aplicacions i la primera en models i derivacions. El teorema fonamental de l'arbitratge lliure dels preus (fundamental theorem of arbitrage-free pricing) és un dels teoremes clau de la matemàtica financera. Moltes universitats ofereixen graus en matemàtica financera.

## Història
Existeixen dues branques diferenciades de les finances que requereixen l'ús de les matemàtiques: per una banda, la valoració de derivats, i per l'altra, la gestió del risc i de carteres. Una de les diferències principals entre les dues branques és que usen diferents probabilitats. Per a la valoració de derivats s'utilitza la probabilitat neutral al risc (denotada típicament als llibres especialitzats com a "Q"), mentre que per a la part de risc i carteres es fa servir la probabilitat real (denotada com a "P").

### Valoració de derivats
Louis Bachelier va iniciar la matemàtica financera amb l'aplicació a la valoració de derivats l'any 1900 amb la publicació de The Theory of Speculation (La teoria de l'especulació) on presentava l'ús del moviment brownià per avaluar les opcions del mercat. Tanmateix aquesta obra no va tenir repercussió fora dels cercles acadèmics.

### Gestió del risc i de carteres
Respecte a l'aplicació de la matemàtica financera a la gestió de carteres, Harry Markowitz va ser l'autor del primer treball influent de matemàtica financera amb la seva teoria de l'optimització de carteres (portfolio optimization) utilitzant la variança mitjana de la cartera per jutjar les estratègies inversores i usant la regressió lineal per entendre i quantificar el risc. Simultàniament, William Sharpe determinà la correlació entre els mercats. L'any 1990, Markowitz, Sharpe i Merton Miller van ser guardonats amb el Premi Nobel d'Economia.
Gràcies a Robert Merton i Paul Samuelson, els models d'un període van ser substituïts pel temps continu i s'aplicaren funcions còncaves.